# Andavías
Andavías ist ein nordwestspanischer Ort und eine Gemeinde (municipio) mit 420 Einwohnern (Stand: 2024) im Osten der Provinz Zamora der Autonomen Gemeinschaft Kastilien-León. 

## Lage
Andavías liegt in der kastilischen Hochebene in einer Höhe von etwa 695 m. Die Provinzhauptstadt Zamora ist nur etwa 14 Kilometer (Fahrtstrecke) in südwestlicher Richtung entfernt. Im Gemeindegebiet liegt die Motocross-Rennstrecke Eras de Arriba. Das Klima im Winter ist durchaus kalt, im Sommer dagegen warm bis heiß; die eher spärlichen Regenfälle (469 mm/Jahr) fallen verteilt übers ganze Jahr.

## Bevölkerungsentwicklung
| Jahr      | 1970 | 1981 | 1991 | 2001 | 2011 | 2021 |
| Einwohner | 721  | 576  | 539  | 480  | 483  | 449  |

## Sehenswürdigkeiten
- Michaeliskirche (Iglesia de San Miquel)

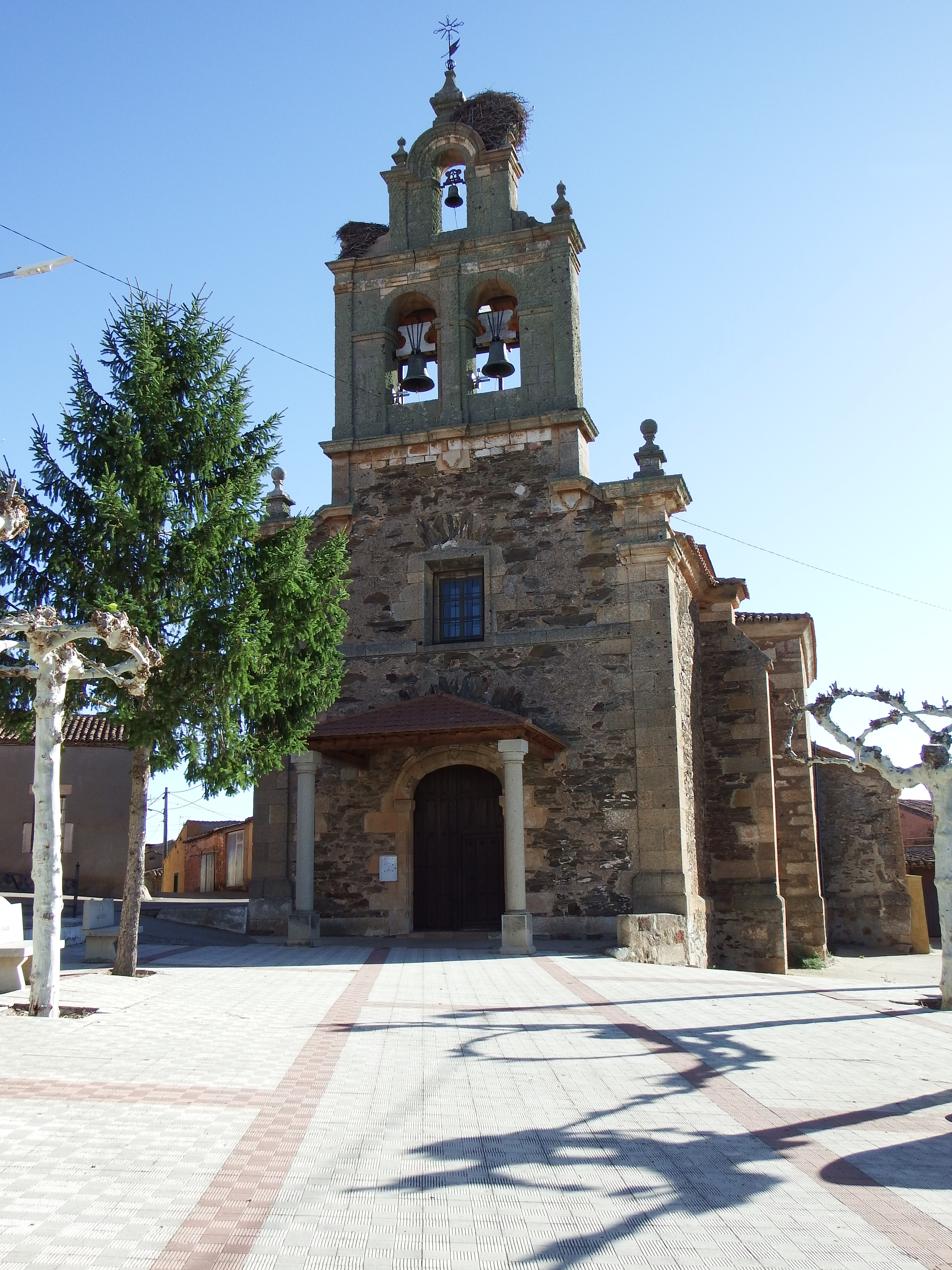
Michaeliskirche
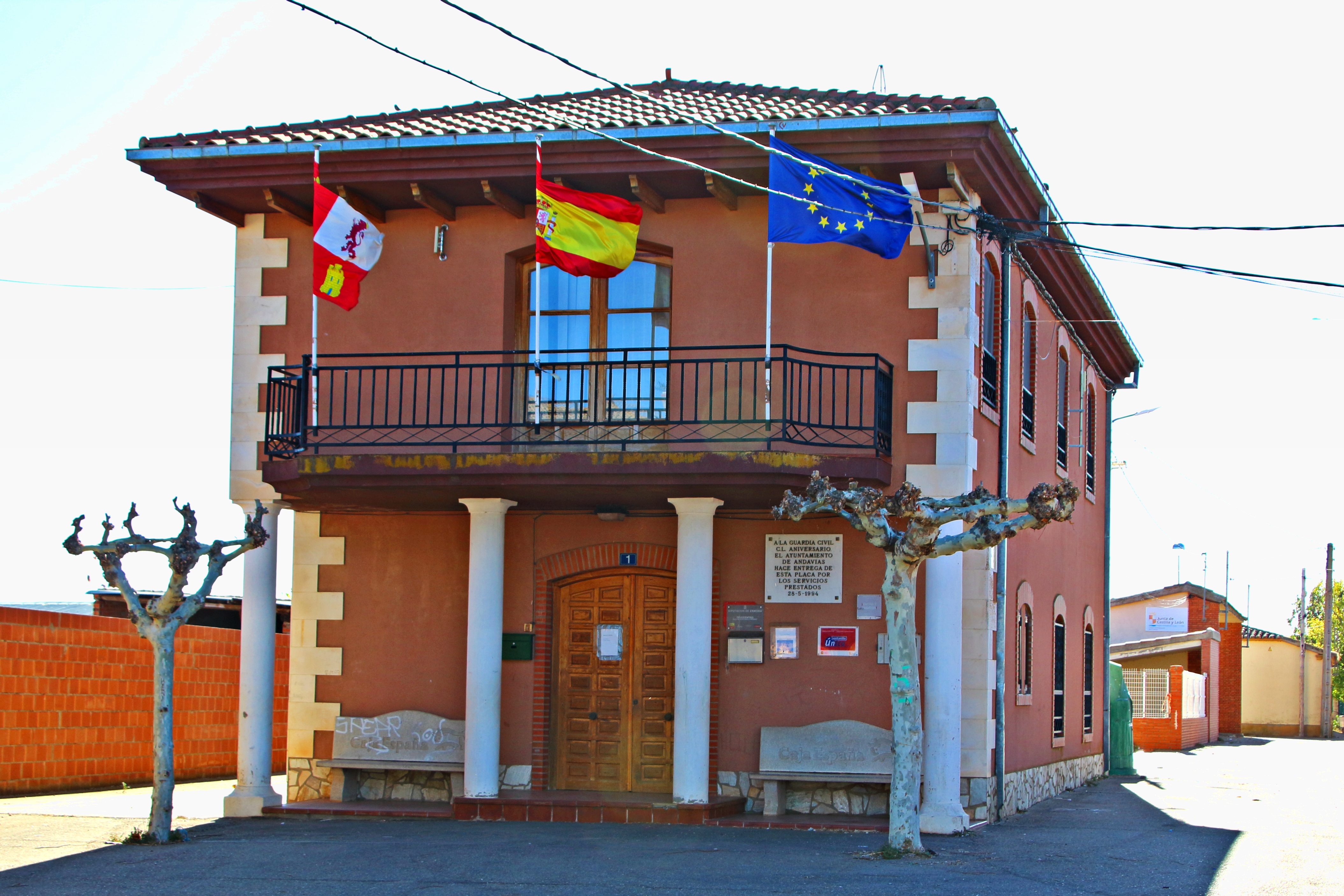
Rathaus

## Persönlichkeiten
- Manuela Juárez Iglesias (* 1941), Chemikerin